# Cantone di Villamblard
Il Cantone di Villamblard era una divisione amministrativa dell'arrondissement di Bergerac.
A seguito della riforma approvata con decreto del 21 febbraio 2014, che ha avuto attuazione dopo le elezioni dipartimentali del 2015, è stato soppresso.

## Composizione
Comprendeva i comuni di:
- Beauregard-et-Bassac
- Beleymas
- Campsegret
- Clermont-de-Beauregard
- Douville
- Église-Neuve-d'Issac
- Issac
- Laveyssière
- Maurens
- Montagnac-la-Crempse
- Saint-Georges-de-Montclard
- Saint-Hilaire-d'Estissac
- Saint-Jean-d'Estissac
- Saint-Jean-d'Eyraud
- Saint-Julien-de-Crempse
- Saint-Martin-des-Combes
- Villamblard